# Com ensinistrar un drac 3
Com ensinistrar un drac 3 (títol original: How to Train Your Dragon: The Hidden World) és una pel·lícula estatunidenca d'animació per ordinador i d'acció i fantasia. Està basada en la saga de llibres homònima de Cressida Cowell, i està produïda per DreamWorks Animation. És la seqüela de Com ensinistrar un drac 2 i l'últim títol de la trilogia Com ensinistrar un drac. El film es va estrenar primer a Austràlia el 3 de gener del 2019, i en català el 22 de febrer del mateix any.
Va rebre crítiques positives que en destacaven l'animació, les escenes d'acció, la banda sonora, el doblatge i els missatges emocionals, i ha recaptat més de 359 milions de dòlars arreu del món, cosa que la converteix en la desena pel·lícula amb més recaptació del 2019.

## Argument
Un any després dels fets de Com ensinistrar un drac 2, en Singlot i l'Esdentegat continuen rescatant dracs capturats, però a l'illa hi comença a haver superpoblació. Tots dos s'embarcaran en un viatge en què descobriran el seu veritable destí: la llibertat.

## Repartiment
- Jay Baruchel com a Singlot, el fill de Stoick el Vast i Valka, el recent coronat cap de viking de Berk, i el que inicialment va entrenar els dracs.[4]
  - A.J. Kane com el jove Singlot.
- America Ferrera com a Astrid, una excel·lent lluitadora; ella és la núvia promesa d'en Singlot.[4]
- F. Murray Abraham com a Grimmel l'Esgarrifós, un infame caçador de dracs responsable de la quasi-extinció de les Fúries nocturnes.[5]
- Cate Blanchett com a Valka, un drac rescatador i la mare d'en Singlot, que ara viu a Berk després de vint anys d'aïllament.[4]
- Craig Ferguson com a Gobber, un experimentat guerrer, ferrer, i dentista de dracs.[6]
- Jonah Hill com a Snotlout Jorgenson, un confiat i poc intel·ligent, però fiable amic d'en Singlot.[6]
- Christopher Mintz-Plasse com a Cuadepeix, un entusiasta amic d'en Singlot, coneixedor de la història dels dracs que sovint la relata en estil de joc de rol.[6]
- Gerard Butler com a Stoick el Vast, el difunt pare d'en Singlot i l'anterior cap de Berk, com es veu en salts enrere.[7]